# Chromonephthea serratospiculata
Chromonephthea serratospiculata är en korallart som först beskrevs av Huzio Utinomi 1951.  Chromonephthea serratospiculata ingår i släktet Chromonephthea och familjen Nephtheidae. Inga underarter finns listade i Catalogue of Life.